# Deinonychus
Deinonychus ("förskräcklig klo") är ett släkte med fågelliknande dinosaurier påträffade i Nordamerika. Släktet omfattar endast en känd art, Deinonychus antirrhopus. Upptäckten av Deinonychus betraktas som mycket viktig inom paleontologin, och ledde under 1960-talet och framåt till stora omvärderingar kring uppfattningen om gruppen dinosauriers ekologi. Studier av släktet resulterade också i teorierna att köttätande dinosaurier är besläktade med fåglar. Deinonychus är känd från fossil påträffade i Wyoming, Montana och Oklahoma, och tros ha levt under yngre krita för omkring 112 miljoner år sedan.

## Upptäckt

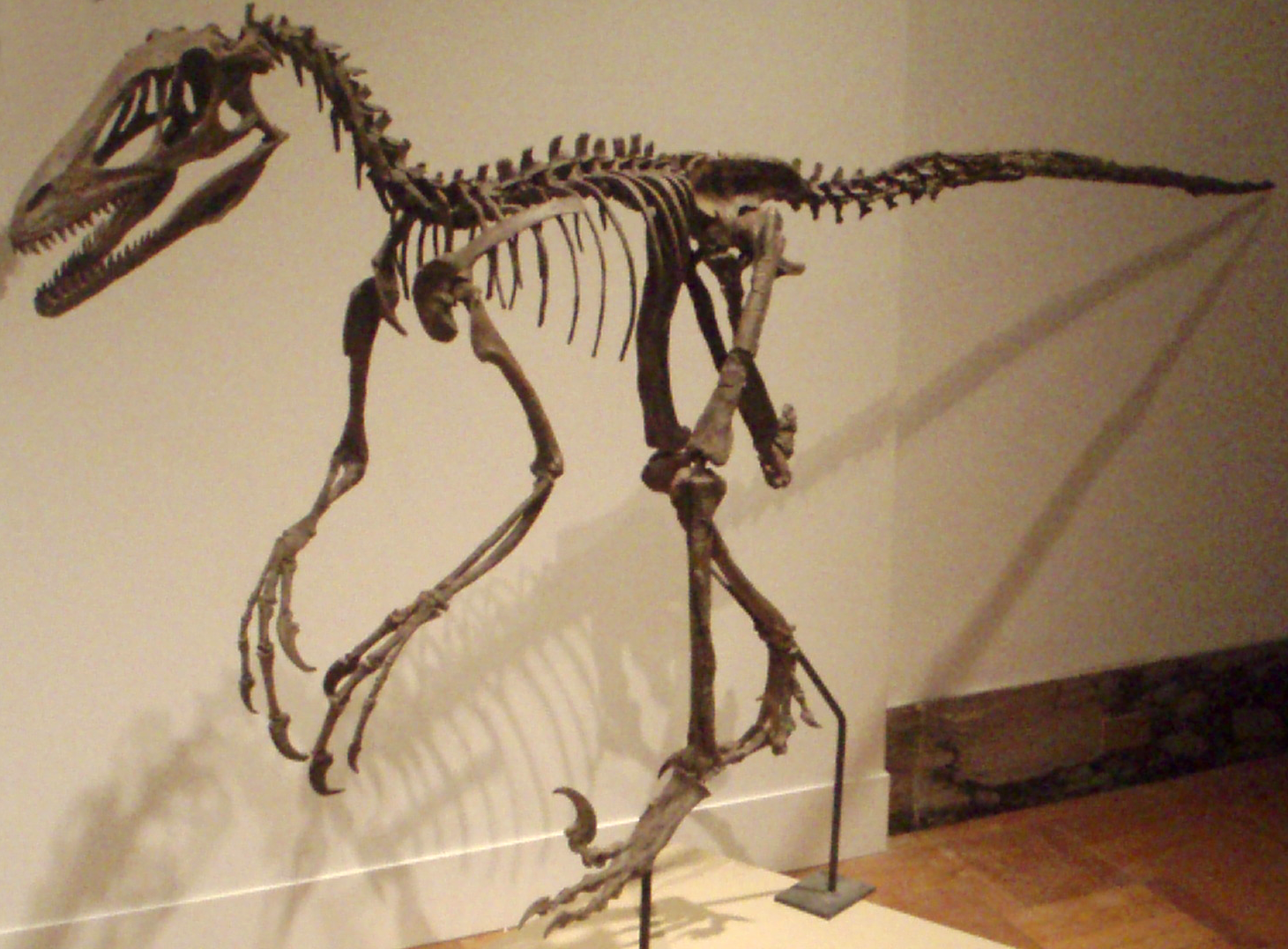
Skelett av Deinonychus på Royal Ontario Museum.

John Ostrom betraktas som den som först beskrev taxonet, vilket skedde 1969, men upptäckten av detta släkte är äldre än så. 1931 var Barnum Brown ute och letade efter fossil i södra Montana, då han fann skelettdelar från en mindre theropod, ett flertal kotor, relativt välbevarade ben, delar av framben och skallfragment. Brown gav det nya fossilet namnet Daptosaurus agilis ("aktiv ödla"), och planerade att publicera sitt fynd. Detta blev dock aldrig av, och fossilet (AMNH 3015) blev sedan undanlagt till samlingarna på American Museum of Natural History, utan att ha blivit beskrivet eller ha fått ett godkänt namn. Strax innan sin död 1963, hade Brown ett samtal med Ostrom, som då var doktorand vid Colombia University. Brown berättade då om de platser han sökt igenom, och Ostrom bestämde sig för att återuppta Browns arbete kring dessa benbäddar.
Sensommaren 1964 var John Ostrom och Grand Meyer ute och grävde fossil i närheten av Bridger i Montana, då de hittade fossila delar av ett framben, några klor, och bitar av en skalle. Delar från minst 3 individer kom fram. Återupptäckten av Deinonychus ledde till en stor omvärdering på dinosaurierna. Man började spekulera i om de kanske kunde ha varit varmblodiga och sociala djur, och inte så passiva och lika dagens reptiler som man tidigare trott. Deinonychus likhet med fåglar ledde också till att idén att fåglar är släkt med dinosaurier återuppväcktes.
Ett annat viktigt fynd var 1974, då man i Montana hittade ett till skelett, som hade flera delar som inte hittats på tidigare fossil. Ostrom kunde konstatera att flera ryggkotor var bevarade, så även svansen, höger framben, revben, bäcken med korsben och båda bakbenen.

## Beskrivning

Deinonychus storlek, jämfört med en människa.

Deinonychus var liksom andra theropoder utpräglad att uteslutande gå på bakbenen, och dess långa, tunna svans balanserade troligtvis kroppen. Deinonychus hade längre skenben än lårben, vilket är typiskt för snabbt springande djur. Mellanfotens ben var dock ganska korta jämfört med andra theropoder, vilket har tolkats som bevis för att den inte var den snabbaste av dinosaurier. Kroppslängden uppgick till cirka 3–5 meter, varav skallen cirka 32 cm. Den andra tån på vardera foten var extra smidig, och bar en klo som var större och mer krökt än de andra – en egenskap som Deinonychus delade med alla sina närmaste släktingar bland deinonychosauriderna. Denna klo kunde fällas uppåt eller bakåt 180 grader, och tros ha utgjort ett vapen för att attackera byten. Deinonychus hade också, jämfört med andra theropoder, proportionerligt långa, välutvecklade framben, som bar långa fingrar med krökta klor. Det är möjligt att Deinonychus kunde hålla föremål med sina "händer", men man tror att den i så fall måste ha använt båda händerna, eftersom den inte hade motställda tummar. Huvudet hade hög profil med avsmalnande nos, och munnen var fylld med vassa, sågtandade tänder. Många anser det möjligt att Deinonychus var täckt med fjädrar. Man har inte påträffat några bevis för detta, men fossil antyder att dess nära släktingar Velociraptor och lilla Microraptor hade det, så möjligheten kan inte uteslutas.

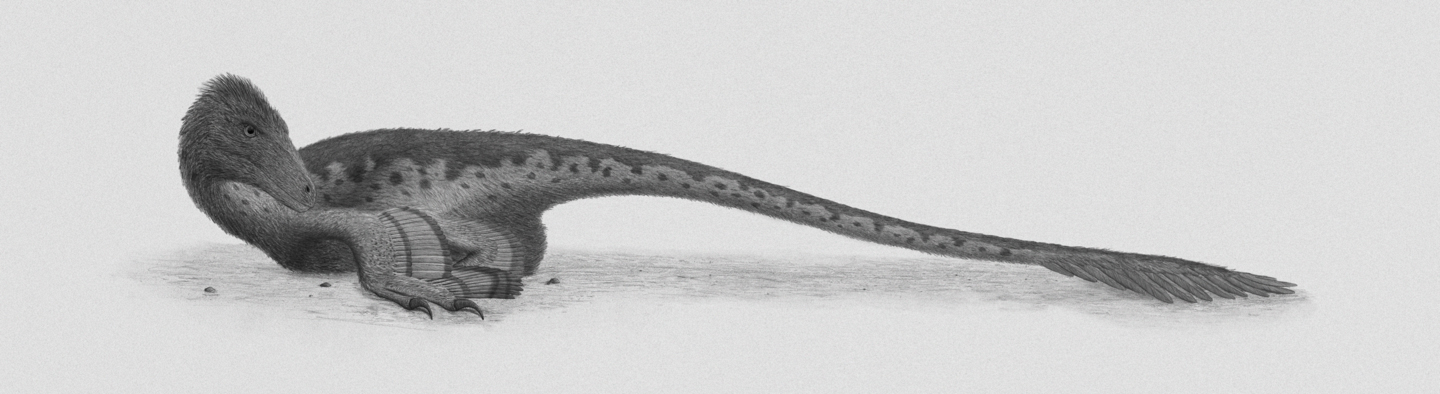
Illustration av liggande Deinonychus.

De flexibla tårna med krökta klor på Deinonychus fötter är typiska för dromaeosaurider och deras nära släktingar. Det har tidigare föreslagits att Deinonychus höll sig fast i byten med frambenen, och sedan använde klorna på fötterna till att skära upp sår på bytets sidor. Forskare idag är dock skeptiska till detta, och anser att klornas insida inte var vass nog för att kunna skära, utan snarare användes för att punktera skinn eller hals på bytet. En annan studie tyder på att vissa av de mindre dromaeosauriderna kan ha använt sina klor för att klättra i träd. Fossil antyder att klornas krökning kunde variera mellan olika individer. Om detta beror på att djuren var av en viss åldersgrupp, individuell variation eller något annat, är osäkert. En senare studie har föreslagit att klornas krökning minskade med ökad ålder, och att juvenila Deinonychus hade mer krökta klor än de vuxna, för att lättare kunna klättra i träd, men att de med stigande ålder övergick till att förflytta sig på marken.

## Paleobiologi

### Etologi

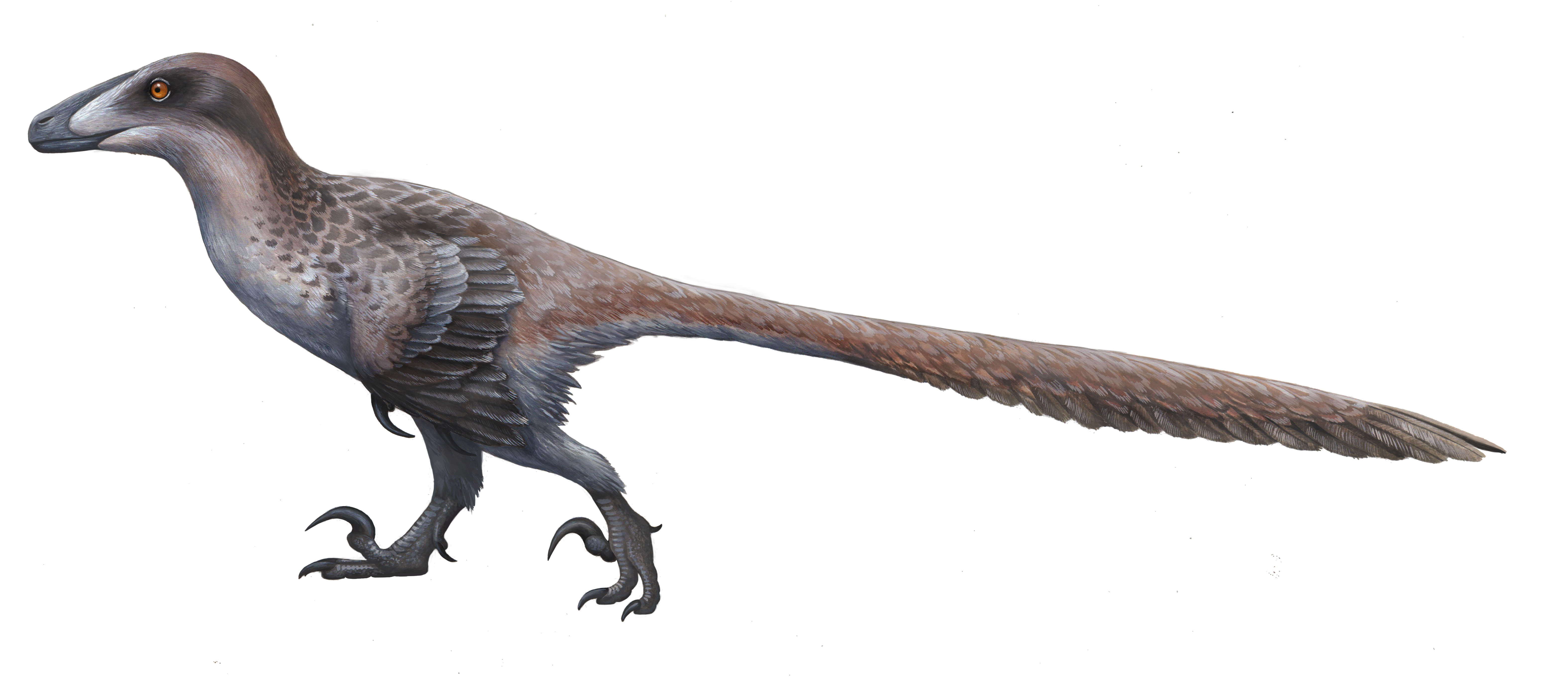
Illustration av Deinonychus.

Några forskare har ansett att Deinonychus var ett socialt flocklevande rovdjur, likt dagens vargar. Detta föreslogs tidigt av Ostrom, då han beskrev lämningar efter flera stycken Deinonychus funna tillsammans med lämningar efter ornithopoden Tenontosaurus. Ostroms teorier har accepterats av många andra forskare, men har ifrågasatts av några.
Upptäckten av ett välbevarat skelett efter Tenontosaurus, tillsammans med flera tänder ifrån Deinonychus som återfunnits vid en utgrävning har tolkats som goda bevis för att Deinonychus levde och jagade i flock. Detta ses också som goda bevis för att Tenontosaurus utgjorde byte för Deinonychus.